# 1941年の日本競馬
1941年の日本競馬（1941ねんのにほんけいば）では、1941年（昭和16年）の日本競馬界についてまとめる。
馬齢は旧表記で統一する。
1940年の日本競馬 - 1941年の日本競馬 - 1942年の日本競馬

## 概要

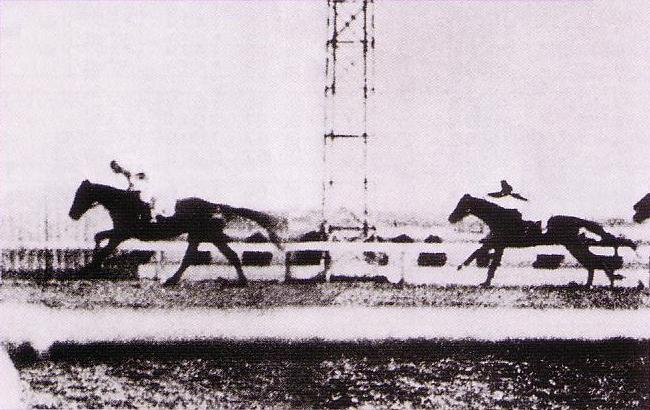
京都農林省賞典四歳呼馬でのセントライト

公認競馬ではセントライトが、史上初の牡馬クラシック三冠馬となった。1939年の牡馬クラシック三冠の創設から3年目で三冠馬誕生となった。

## できごと

### 1月 - 3月
- 1月20日、日本競馬会が2月10日までの22日間にわたって、東京競馬場で馬政局職員の監視員17名、ほか種馬牧場、種馬育成所などの協力を得て、競走馬20頭に対して興奮剤の検査を行った。2月13日から22日までの間には、東京競馬場および馬事公苑でも同様の検査を行い、その後2月27日に「非投与馬においても検査の誤謬や汚染、飼料等により陽性を示す疑念はあり、以後も研究が必要」と発表される[2]。
- 2月28日、日本競馬会の安田伊左衛門理事長は、東条英機陸相に対して一般入場者の観覧用に軍馬の派遣を要請。東条はこの要請に応じ、3月7日に小倉・阪神・東京・京都・新潟の各競馬場に派遣することを通牒した[3]。

### 4月 - 6月
- 4月7日、この年の「愛馬の日」は昭和天皇の臨席のもと、東京代々木練兵場で行われ、「興亜馬事大会」の挙行、ほか各種の演技披露、馬事功労者の表彰、および日本競馬会が選定した全国優良競走馬の展示などが行われた[4]。
- 5月1日、日本競馬会の機関誌『優駿』が創刊された[5]。政府の情報統制のため、競馬雑誌もまた廃刊になるものが多く、これにより新たな情報源として創刊された[4]。
- 5月30日、日本競馬会を含む4つの馬事団体が会合し、馬事団体の統廃合に際しての中央団体の設立について初めて話し合われた。翌年に日本馬事会が発足する契機となる[4]。

### 7月 - 9月
- 7月12日、陸軍の大規模動員計画の実施につき、競馬関係者にも召集令状が届くようになる。安田理事長は関係者に対して、召集に応じたものはその都度入隊月日、部隊名などを報告するように指示した[6]。
- 7月上旬、東京競馬場の使役馬がすべて軍馬として徴発される。9月15日には中山競馬場の乗用馬4頭も徴発され、馬事公苑、宇都宮牧場などから徴発された馬は計54頭に上った。このため8月12日、理事会において代わりの馬の購入を決定、費用として48,600円が計上された[6]。

### 10月 - 12月
- 10月2日、金属類回収令により、日本競馬会の各競馬場から鉄4,380キログラム、銅1,398キログラムが供出される。撤去費用は20,874円、代替工事費用は300,404円であった[6]。
- 10月26日、セントライトが京都農林省賞典四歳呼馬を優勝し牡馬クラシック三冠を達成[1]。
- 12月27日、大東亜戦争（太平洋戦争）の勃発と、それに関して議会において敵産管理法が通過・公布されると、日本競馬会は敵性外国人の競馬関与を拒否することを決定、その旨各競馬場に通達した。12月30日には中山競馬場においてステーツ・アイザックスとC・H・モース2名の資格喪失が決議され、東京競馬場もこれに続いて翌年1月10日に両名の資格喪失を決議、横浜競馬場においては翌年1月15日に55名が除名されている[7]。

### その他
- 戦時下の物資不足の影響から、帝室御賞典の優勝賞品が純銀製の花盛器から木製の楯に変更された[5]。

## 競走成績

### 公認競馬の主な競走
- 第3回横濱農林省賞典四歳呼馬（横浜競馬場・3月30日）優勝：セントライト（騎手：小西喜蔵）
- 第3回中山四歳牝馬特別（中山競馬場・4月20日）優勝：ブランドソール（騎手：阿部正太郎）
- 第8回帝室御賞典（春）（鳴尾競馬場・4月27日） 優勝：マルタケ（騎手：清水茂次）
- 第10回東京優駿競走（日本ダービー）（東京競馬場・5月18日) 優勝：セントライト（騎手：小西喜蔵）
- 第4回優駿牝馬（オークス）（阪神競馬場・10月5日) 優勝：テツバンザイ（騎手：稲葉幸夫）
- 第4回京都農林省賞典四歳呼馬（京都競馬場・10月26日） 優勝：セントライト（騎手：小西喜蔵）
- 第9回帝室御賞典（秋）（東京競馬場・11月2日） 優勝：エステイツ（騎手：田中康三）

### 障害競走
- 第14回中山農林省賞典障碍（春）（中山競馬場・4月20日）優勝 : ライハルオン（騎手 : 中野才一）
- 第15回中山農林省賞典障碍（秋）（中山競馬場・12月7日）優勝： ゼーアドラー（騎手：古賀嘉蔵）

## 誕生
この年に生まれた競走馬は1944年のクラシック世代となる。

### 競走馬
- 不明 - カイソウ

### 人物
- 3月26日 - 佐々木亜良 調教師（JRA）
- 4月6日 - 中野渡清一 調教師（JRA）
- 5月15日 - 稲葉隆一 調教師（JRA）
- 10月18日 - 吉永正人 元調教師（JRA）
- 11月3日 - 佐々木竹見 元騎手（川崎）
- 12月1日 - 清水利章 調教師（JRA）

## 死去

### 競走馬
- 1月13日 - イエリュウ[5]

### 人物
- 不明 - 末吉清 （騎手）